# Icky Thump
Icky Thump je šesté studiové album kapely The White Stripes. V Evropě vyšlo 18. června 2007. Album vychází také na 512 MB USB flash disku, který je vydán ve dvou verzích. Na první je zobrazen Jack White, na druhé Meg White. Počet kusů každé verze je omezen na 3'333. Skladby jsou ve formátu Apple Lossless.

## Seznam skladeb
1. Icky Thump
2. You Don't Know What Love Is (You Just Do As You're Told)
3. 300 M.P.H. Torrential Outpour Blues
4. Conquest
5. Bone Broke
6. Prickly Thorn, But Sweetly Worn
7. St. Andrew (This Battle Is In The Air)
8. Little Cream Soda
9. Rag And Bone
10. I'm Slowly Turning Into You
11. A Martyr For My Love For You
12. Catch Hell Blues
13. Effect and Cause